# ويليام كوليدغ لين
ويليام كوليدغ لين (بالإنجليزية: William Coolidge Lane)‏ هو أمين مكتبة أمريكي، ولد في 29 يوليو 1859 في Newtonville, Massachusetts ‏ في الولايات المتحدة، وتوفي في 18 مارس 1931 في كامبريدج في الولايات المتحدة.